# Eren Hot
Eren Hot, auch Erenhot, Erlian oder Ereen (chinesisch 二连浩特市, Pinyin Èrlián Hàotè Shì, mongolisch: ᠡᠷᠢᠶᠡᠡ
ᠬᠣᠲᠠ Eriyen qota, kyrillisch Эрээн oder auch Эрээн хот), ist eine kreisfreie Stadt des Xilin-Gol-Bundes im Autonomen Gebiet Innere Mongolei der Volksrepublik China.

## Geografie
Die Stadt liegt in der Wüste Gobi.
Das Verwaltungsgebiet der Stadt hat eine Fläche von 4015,09 km² und hatte im Jahr 2000 gemäß der Volkszählung 47.025 Einwohner. Es liegt auf 966 m Höhe an der Grenze zur Mongolei.

## Administrative Gliederung
Auf Gemeindeebene setzt sich Eren Hot aus drei Straßenvierteln und einem Sum zusammen. Diese sind:
- Straßenviertel Ulan (乌兰街道);
- Straßenviertel Xilin (锡林街道);
- Straßenviertel Dongcheng (东城街道);
- Sum Gerel Od (格日勒敖都苏木).

## Ethnische Gliederung der Bevölkerung Eren Hots (2000)
Beim Zensus im Jahr 2000 wurden in Eren Hot 47.025 Einwohner gezählt.

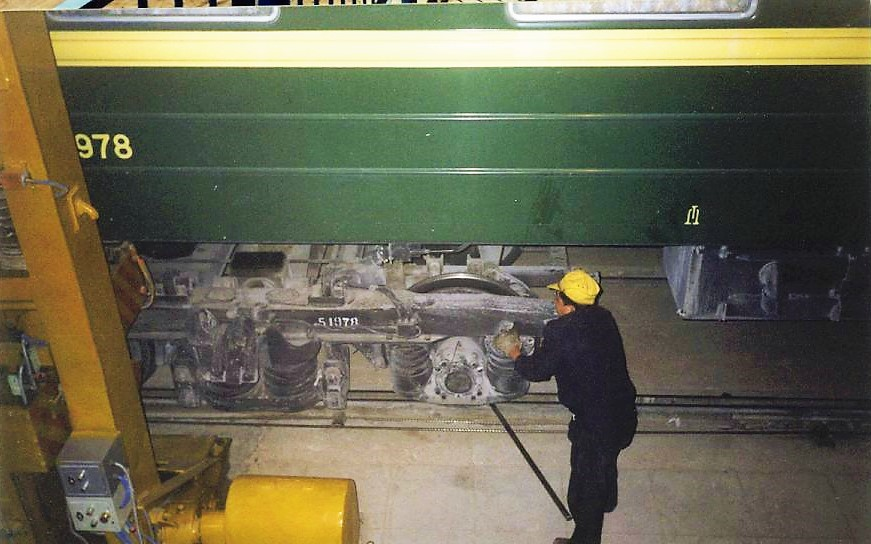
Fahrgestellwechsel in Eren Hot

| Name des Volkes | Einwohner | Anteil  |
| --------------- | --------- | ------- |
| Han             | 40.430    | 85,98 % |
| Mongolen        | 6.120     | 13,01 % |
| Manju           | 366       | 0,78 %  |
| Hui             | 59        | 0,13 %  |
| Koreaner        | 16        | 0,03 %  |
| Daur            | 15        | 0,03 %  |
| Sonstige        | 19        | 0,04 %  |

## Verkehr

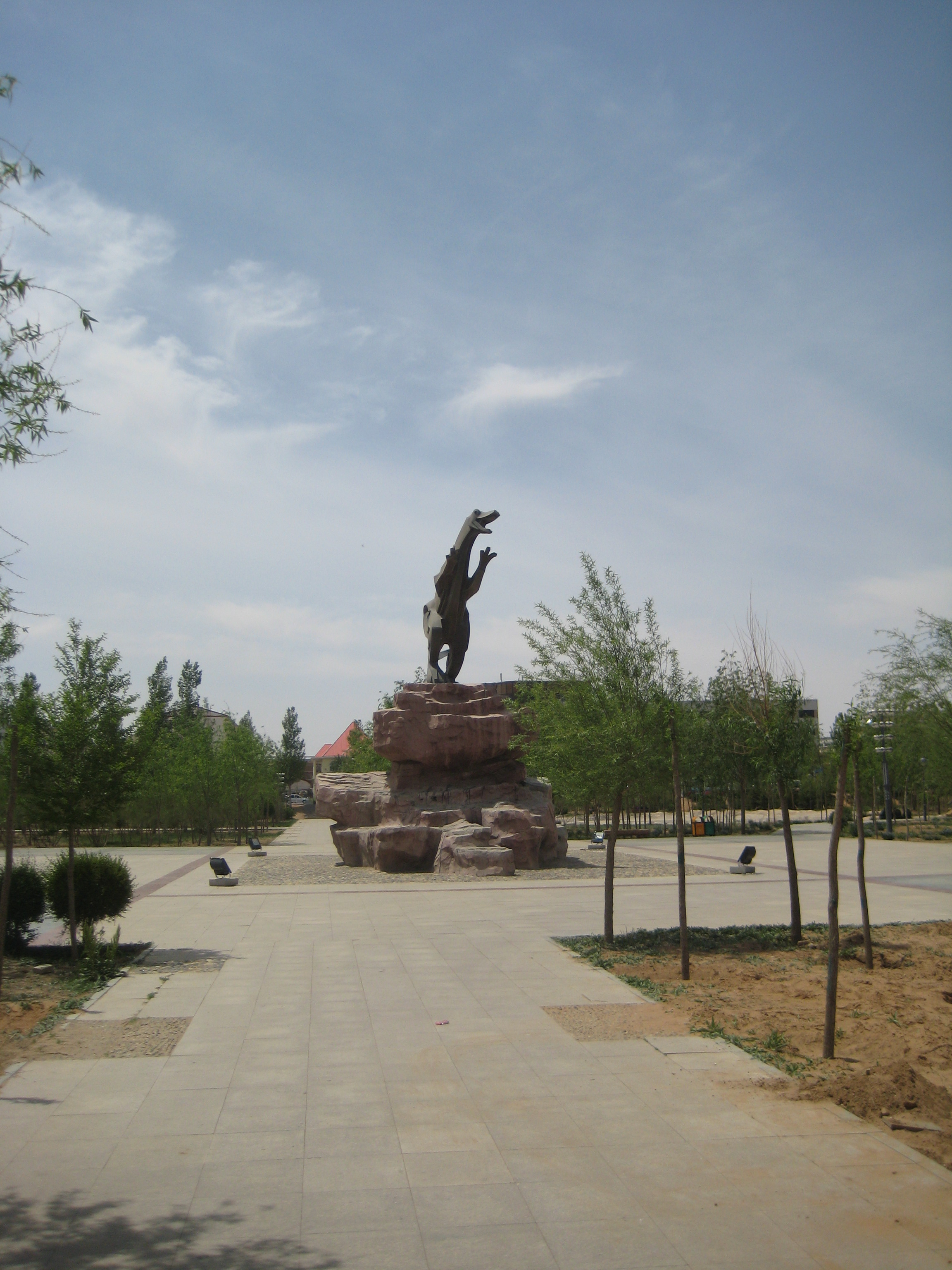
Modellhafte Dinosaurier-Statue im städtischen Park

Eren Hot ist der chinesische Grenzbahnhof der Transmongolischen Eisenbahn zur Mongolei. Die Züge werden dort auf die jeweils andere Spurweite umgespurt.
Für den Straßenverkehr gibt es direkt nördlich der Stadt einen Grenzübergang. Eren Hot markiert das nördliche Ende der chinesischen Nationalstraße 208 von Changzhi. Auf mongolischer Seite bildet Dsamyn-Üüd (Zamin-Uud) das südliche Ende der wichtigsten Nord-Süd-Straßenverbindung der Mongolei, durch die Hauptstadt Ulaanbaatar zur russischen Grenze bei Süchbaatar.
Der Flughafen Eren Hot liegt 27 km südlich der Stadt.

## Dinosaurier
Die nähere Umgebung der Stadt, insbesondere die unter Paläontologen bekannte „Iren-Dabasu-Formation“ und der Salzsee Iren nor (Mongolisch: Ereen = farbprächtig, davs = Salz, nuur = See) im Osten, ist bekannt für die Entdeckung zahlreicher Dinosaurier. 1921 entdeckte der amerikanische „Dinosaurierjäger“ Roy Chapman Andrews in der Nähe der Stadt die ersten Dinosaurierüberreste in Asien nördlich des Himalayas. Die Stadt beherbergt heute ein Dinosauriermuseum. Weiterhin befinden sich im städtischen Park sowie neben der Straße aus der Stadt Richtung Süden viele Dinosauriermodelle.